# Lotta Engström
Charlotte Engström kallad Lotta, gift Söderberg, född  23 februari 1969 är en svensk tidigare handbollsspelare, som spelade högersexa. Hon spelade för landslaget och Skuru IK.

## Klubbkarriär
Lotta Engström spelade sina ungdomsår till 1986 för IFK Nyköping. 1986 förlorade IFK alla sina 18 matcher i Division 1 Östra och degraderades. IFK Nyköpings bästa målskytt var Lotta Engström med 44 mål. Efter den säsongen bytte hon klubb till Skuru IK där hon sedan spelade resten av sin aktiva karriär. Skuru IK hade just gått upp i damallsvenskan och lyckades gå till SM-final som man dock förlorade. I oktober 1992 drabbades hon av en korsbandsskada i en landskamp. Hon beskriver själv sina styrkor i spelet: snabbhet, styrka och säkra avslut och mentalt en ledare som alltid kämpade. Dagens Nyheter skriver 5 mars 1996 att Lotta Engström tvingas sluta med handbollen. Hon gjorde comeback en månad tidigare men skadan gjorde att hon tvingades avsluta karriären 27 år gammal.

## Landslagskarriär
Landslagsspelet började i ungdomslandslaget 1988. Engström spelade 18 matcher och gjorde 42 mål. Hon värderade främst prestationen i UVM i Nigeria 1989 där Sveriges U20-landslag placerade sig på en 5:e plats.
I A-landslaget spelade Engström 1989–1996 sammanlagt 84 matcher (81 enligt äldre statistik i handbollsboken) med 120 mål. Landslagsdebut gjorde hon i Baltiska hallen i Malmö den 8 februari 1989 i en förlustmatch mot Danmark. Engström gjorde sitt första mål i landslaget i debuten. Att kvalitén på landslaget ökade märks av att det är 37 förluster mot 38 vinster sammanlagt i hennes landskamper, alltså positiv balans mot tidigare då det ofta var många fler förluster. Det märktes också på resultaten. 1990 tog sig Sverige till VM för första gången sedan 1957. Det gick inte så bra i VM-turneringen och Sverige fick spela om 13-16:e plats. Redan i nästa VM 1993 i Norge presterade man bättre och placerade sig som 6:a efter att ha förlorat matchen om femte plats till Ryssland. Sista landskampen spelade hon 3 februari 1996 mot Nederländerna i EM-kval.

## Efter spelarkarriären
Lotta Engström har varit aktiv i föreningen IFK Nyköping som ungdomstränare och ledare. Hon har också varit riksinstruktör, förbundstränare, hållit föreningsutbildningar och varit med i SHF:s tävlingskommitté.